# Purson
Purson var ett rockband från London, England som bildades år 2011.
Bandet blev signade till Universal Music Groups fristående skivbolag Spinefarm Records. De har även spelat tillsammans med Ghost under deras turné år 2015. Bandet splittrades april 2017.

## Medlemmar
Senaste medlemmar
- Rosalie Cunningham – sång, gitarr
- George Hudson – sologitarr, bakgrundssång
- Samuel Shove – keyboard
- Justin Smith – basgitarr
- Raphaël Mura – trummor

Tidigare medlemmar
- Ed Turner – basgitarr, gitarr, percussion
- Barnaby Maddick – basgitarr
- Jack Hobbs – trummor
- James Last – trummor

## Diskografi
Singlar
- "Rocking Horse" / "Twos and Ones" (2012)
- "Leaning on a Bear" / "Let Bloom" (2013)
- "The Contract" / "Blueprints of the Dream" (2013)
- "Electric Landlady" (2015)
- "Chocolate Money" (2017)

EPs
- Rocking Horse - EP (2012)
- In the Meantime... (2014)

Album
- The Circle and the Blue Door (2013)
- Desire's Magic Theatre (2016)